# 沃什凯赖斯泰什
沃什凯赖斯泰什，是匈牙利沃什州所辖的一个村，总面积9.12平方公里，总人口372，人口密度40.8人/平方公里（2010年1月1日）。